# Opération Slapstick
Notes
Débarquement sans opposition des forces de l'Axe
Seconde Guerre mondiale,
Campagne d'Italie
Batailles
Invasion de la Sicile
- Lampedusa
- Corkscrew
- Mincemeat
- Barclay
- Animals
- Chestnut
- Narcissus
- Fustian
- Ladbroke
- Gela
- Troina
- Centuripe

Invasion de l'Italie
- Baytown
- Avalanche
- Rome
- Slapstick
- Armistice de Cassibile
- Achse
- Naples
- Bombardement du Vatican
- Ligne Volturno
- Libération de la Corse
- Ligne Barbara
- Bombardement de Bari

Ligne Gustave
- Ligne Bernhardt
- Raincoat
- San Pietro Infine
- Rivière Moro
- Ortona
- Rivière Rapido
- Monte Cassino
- Shingle
- Cisterna
- Diadem
- Strangle
- Ligne Trasimene
- Libération de Rome
- Ancône
- Brassard

Ligne gothique
- Rimini
- Saint-Marin
- Gemmano
- Montecieco
- Monte Castello
- Garfagnana

Offensive du printemps 1945
- Tombola
- Bowler
- Roast
- Bologne
- Argenta Gap
- Herring
- Collecchio

Guerre civile italienne
L'opération Slapstick a lieu lors de l'invasion alliée de l'Italie pendant la Seconde Guerre mondiale le 9 septembre 1943.

## Historique de l'opération
L'opération consiste en un débarquement de la 1re division aéroportée britannique dans le port de Tarente, une base navale importante. Étant donné que le gouvernement italien vient juste de se rendre la veille (armistice de Cassibile) et que peu de troupes allemandes sont présentes dans le secteur, les troupes britanniques sont directement débarquées dans le port depuis des navires de transport et n'ont pas à mener un assaut amphibie.
Compte tenu de l'ordre italien de cesser le combat, la résistance est faible et permet aux troupes alliées de libérer la ville et de sécuriser le port en ne subissant que quelques pertes.

## Conséquences
Le même jour, la Ve armée américaine débarque à Salerne dans le cadre de l'opération Avalanche, qui est un véritable succès : en une semaine, les Alliés ont établi une tête de pont dans le sud de l'Italie.